# Goes (westfälisches Adelsgeschlecht)

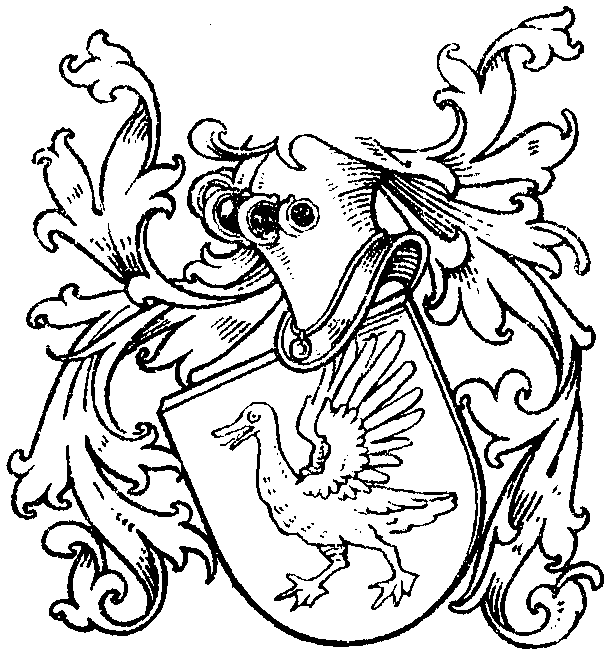
Stammwappen der Goes im Wappenbuch des Westfälischen Adels

Goes  ist der Name eines westfälischen Ministerialengeschlechts.
Die Familie ist zu unterscheiden von den gleichnamigen, aber wappenverschiedenen niedersächsischen Goes.

## Geschichte
Das Geschlecht stellte im 14. und 15. Jahrhundert Ministeriale des Stifts Herford. 1363 tritt der Kanoniker Egbert Goes als Zeuge in der Urkunde auf, mit der die Herforder Äbtissin Elisabeth I. von dem Berge den Verkauf eines Gutes bewilligte. Dieselbe Äbtissin überließ 1370 mit Zustimmung des Kapitels die Pacht aus dem Hofe zu Heddinchusen den Knappen Steven und Frederike van Haren, wofür diese auf das Kammeramt verzichteten. Die Vereinbarung wurde unter Mitwirkung des Ecbracht Goes, Dechant von Enger, getroffen. Pröpstin und Kapitel von Herford erklärten 1374 per Urkunde, dass sie Haus und Hof der Katharina de Nuenar, gelegen in der Stiftsimmunität, für 37 Mark an den Priester Ecbert Goes und dessen Verwandte Gertrud Lederkote verkauft hatten. Nach dem Tod der Käufer sollten 1 bzw. 2 Mark für das Seelengedächtnis der Käufer verwandt werden. 1380 versetzte der Knappe Herbart Goes einen Kamp außerhalb der Renneporten bei dem Ishus für 44 Mark Pfennige. Der Kamp war innerhalb von 20 Jahren wieder einlösbar. 1386 erscheint ein Tileke Goes als Zeuge einer Herforder Urkunde. Vermutlich derselbe Knappe Herbert Goes wie oben überließ 1399 vor dem Richter der Äbtissin von Herford dem Hermann dem Smede zwei Stücke Land und eine Spedelen vor der Renneporten für 4 Mark vorbehaltlich der Wiederlöse. Im Jahr 1400 verkaufte der Knappe Tyleke Goes vor dem Herforder Richter Jordan Loreberch sechs Stück Landes vor der Stenporten oberhalb des Ghalghensykes. Ebenfalls 1400 machte die Herforder Äbtissin Hillegund von Oetgenbach bekannt, dass der Knappe Herbart Goes einen Kamp vor der Renneporten verkauft hatte. 1402 stellte derselbe Herbert eine Schuldverschreibung über 7,5 Mark aus. Im selben Jahr nahm er auf 10 Stücke Land 21 Mark auf. Als Zeugen fungierten die Herforder Ratmänner. 1404 versetzte derselbe Knappe Herbert Goes zwei Stücke Land, ein Jahr später erneut zwei Stücke Land für 7 Mark.
Die Familie kommt in Westfalen noch 1408 vor.
Später war die Familie im Baltikum ansässig. Dort siegelte Ritter Gerhard (Gert) Goes 1459 eine Urkunde.

## Wappen
Blasonierung: Eine nach rechts auffliegende Gans. Helmzier und Tingierung sind nicht überliefert.
Die westfälischen Gnegel führten anscheinend ein identisches Wappen.